# Wawyłowe
Wawyłowe (ukr. Вавилове) – wieś na Ukrainie, w obwodzie mikołajowskim, w rejonie mikołajowskim, w hromadzie Szewczenkowe. W 2001 liczyła 816 mieszkańców.

## Urodzeni
- Ołeksandr Berdnyk - ukraiński pisarz.